# Вибельсхайм
Вибельсхайм (нем. Wiebelsheim) — община в Германии, в земле Рейнланд-Пфальц.
Входит в состав района Рейн-Хунсрюк. Подчиняется управлению Санкт-Гоар-Обервезель. Население составляет 666 человек (на 31 декабря 2010 года). Занимает площадь 7,32 км².